# Leo Jogiches
Leo Jogiches, també conegut pel seu nom de guerra en el partit: Tyscha o Tyscho, va néixer el 17 de juliol de 1867 a la ciutat de Vílnius, morint el 10 de març de 1919 a Berlín. Socialdemòcrata polonès emigrat a Alemanya i company de Rosa Luxemburg.

## Biografia
Va ser un marxista revolucionari molt actiu a Lituània, Polònia i Alemanya. Se sap molt poc dels seus començaments a causa del secretisme habitual en el seu treball, sorgit després d'anys de conspiració. Es va unir a un cercle de treballadors socialdemòcrates abans de ser forçat a l'exili.
En 1893 amb Rosa Luxemburg funda el Partit Socialdemòcrata del Regne de Polònia (SDKP), que posteriorment es convertiria en el partit Socialdemocràcia del Regne de Polònia i Lituània (SDKPiL). Ambdós es van enamorar mútuament, i van viure una relació amorosa que va durar tota la seva vida, a pesar de les dificultats, i fins i tot encara que mai van arribar a viure en parella. El treball d'ambdós no és en absolut fàcil de separar, encara que pot observar-se una clara divisió d'aquest, en el qual Jogiches seria l'organitzador i Luxemburg la teòrica.
A partir de 1916 va ser membre fundador de la Lliga Espartaquista, organització revolucionària de l'ala esquerra del Partit Socialdemòcrata d'Alemanya, fundada a l'inici de la Primera Guerra Mundial per Karl Liebknecht, Rosa Luxemburg i Franz Mehring entre d'altres. L'1 de gener de 1919 la Lliga va esdevenir el Partit Comunista d'Alemanya (KPD). La Lliga Espartaquista va liderar la frustrada Revolució de Novembre alemanya de 1918/1919, en la qual Rosa Luxemburg i Karl Liebknecht van ser brutalment assassinats per les tropes governamentals.
Empresonat el març de 1918 i a principis de 1919, Jogiches també va ser assassinat a la presó de Moabit, el dia 10 de març de 1919, pel policia Tamschick.

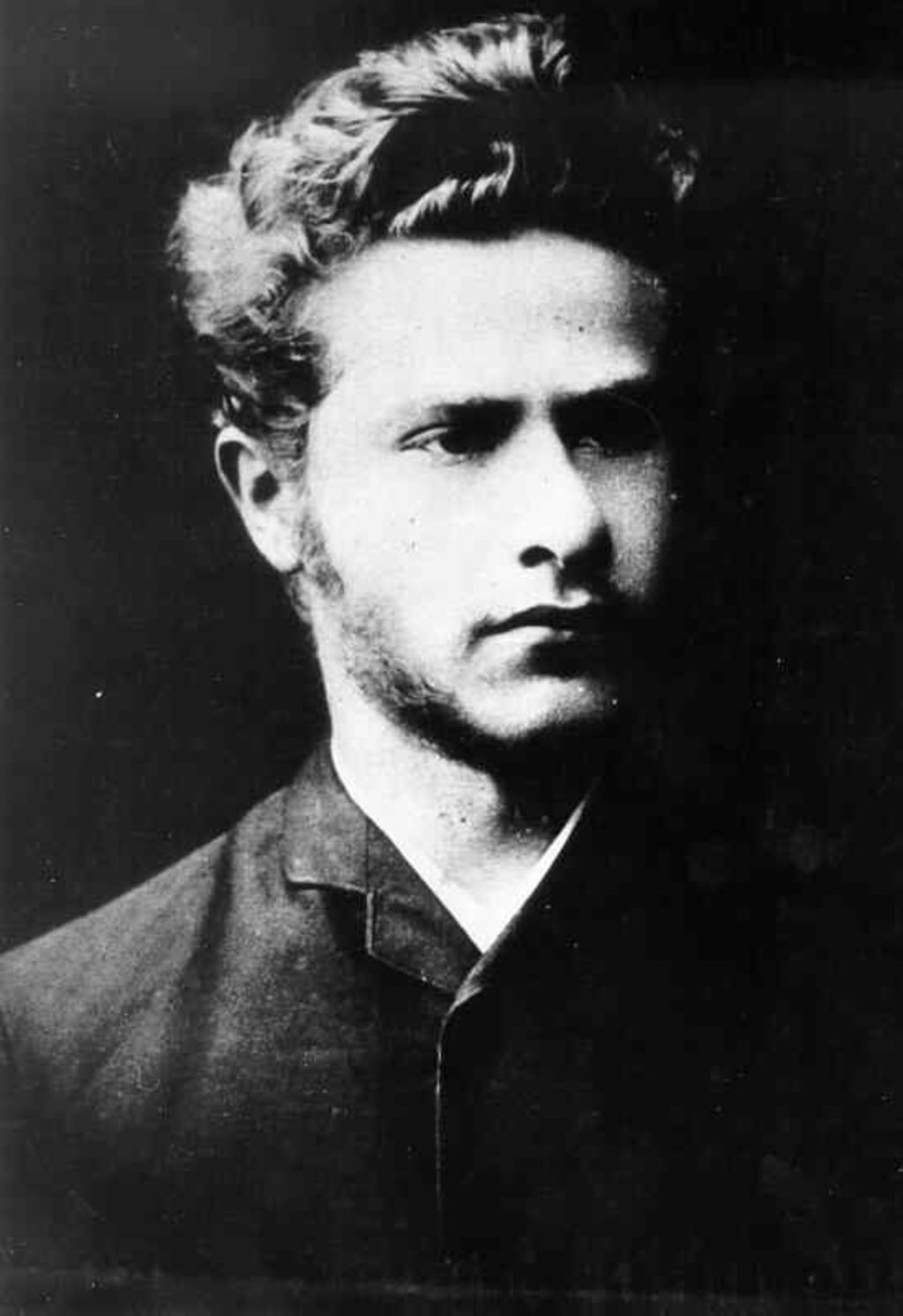
Jogiches entorn del 1880.